# يو إف سي ليلة القتال: ووكر ضد هيل
يو إف سي ليلة القتال: ووكر ضد هيل (بالإنجليزية: UFC Fight Night: Walker vs. Hill)‏ هو حدث لفنون القتال المختلطة نظمته يو إف سي، أُقيم في 19 فبراير 2022، على يو إف سي أبيكس في إنتربرايز، يفادا، جزء من منطقة لاس فيغاس الحضرية، الولايات المتحدة.